# Беннетт, Флойд
Флойд Беннет (англ. Floyd Bennett; 25 октября 1890 — 25 апреля 1928) — американский авиатор, который вместе с Ричардом Бэрдом совершил первый в истории полёт на Северный полюс в 1926 году, хотя их достижение подвергается сомнениям.

## Биография
Родился в Уорренсбурге, штат Нью-Йорк в 1890 году.
Работал автомобильным механиком. В 1917 году во время Первой мировой войны поступил на флот. Окончил лётную школу и стал пилотом.
Служил вместе с Ричардом Бэрдом в ходе полётов над Гренландией в 1925 году после чего Бэрд оценил его способности как пилота.
Бэрд выбрал Беннета в пилоты для полёта на Северный полюс в 1926 году. Экспедицию профинансировали Джон Рокфеллер, Эдсель Форд, Винсент Астор и Т. Райан. Беннет контролировал пробный полёт 9 мая на самолёте «Фоккер тримотор», названный «Жозефина Форд». Они вернулись на аэродром Шпицбергена в тот же день. В ходе полёта в двигателе самолёта произошла утечка масла. Беннет советовал вернуться, но Бэрд решил продолжить полёт. Хотя представители европейской прессы скептически отнеслись к их заявлению (слишком быстро они долетели от Шпицбергена до Северного полюса) Бэрда и Беннета восхваляли как героев в Америке.
За свой подвиг Бэрд и Беннет были награждены медалями Почёта. Впоследствии был найден дневник Бэрда со стёртыми, но всё ещё поддающимися чтению записями показаний секстанта которые рассматривается как доказательство того что они не достигли Северного полюса.
По возвращении в США Беннет совершил на самолёте «Жозефина Форд» тур доброй воли по Америке, его вторым пилотом был Бальхен. Позднее Бальхен заявил, что Беннет признался ему что они с Бэрдом не долетели до Северного полюса а вместо этого летали кругами. Бальхен должен был стать вторым пилотом для путешествия Бэрда на Северный полюс, в ходе Второй мировой войны был офицером ВВС США и удостоился высоких наград, ушёл в отставку в звании полковника.
Бэрд и его команда были избраны для первого беспосадочного полёта между США и Францией на приз Ортега. Бэрд выбрал Беннета своим пилотом. Однако Беннет был серьёзно ранен в ходе тренировочного полёта на аэроплане Fokker F.VIIb-3m, названным «Америка» когда самолёт разбился на взлёте. Бэрд и другой пилот Джордж О’Нил также получили лёгкие ранения. После провала Бэрда и Беннета приз Ортега выиграл Чарльз Линдберг, пролетев без посадки от Лонг-Айленда, Нью-Йорк до Парижа, столицы Франции.
Экипаж самолёта «Бремен» был вынужден совершить посадку на остров Гринли, Канада в ходе беспосадочного полёта в Европу. Флойд Беннет и Бернт Бальхен повели самолёт «Форд Тримотор» на помощь совершившим посадку пилотам. После предыдущей аварии у Беннета развилась пневмония, и он умер от лихорадки прямо во время полёта 25 апреля 1928 года. Бальхен вёл самолёт восемь оставшихся часов и получил 10 тыс. долларов, эта сумма была передана вдове Беннета. Останки Беннета были погребены на Арлингтонском национальном кладбище.

## Награды и почести
Прибыв из Арктики в Нью-Йорк 22 июня 1926 Бэрд и Беннет стали национальными героями, им оказывали почести как правительство так и частные организации. Конгресс проголосовал за награждение обоих героев медалями Почёта и выпустил специальный приказ о 21 декабря 1926 года. Медали им вручил сам президент Кулидж в Белом доме 25 февраля 1927 года. Вскоре после возвращения в США Беннет был повышен в звании от старшего пилота авиации (главный старшина) до машиниста (уорент-офицер), приказ о повышении был издан 9 мая — дата исторического полёта героев на Северный полюс.
Беннет получил следующие награды во время службы на флоте:
- Медаль Почёта
- Военно-морская медаль «За выдающуюся службу»
- Медаль «За безупречную службу»
- Медаль Победы в Первой мировой войне

Наградная запись к медали Почёта:

Ранг и часть: машинист флота США. Родился 25 октября 1890 года в Уорренсбурге, штат Нью-Йорк. Другие награды флота: медаль «За выдающуюся службу»
За выдающиеся храбрость и мужество, проявленные с риском для жизни в арктической экспедиции Бэрда, которые внесли большой вклад в успех первого полёта аппарата тяжелее воздуха на Северный полюс и возвращение.
Оригинальный текст (англ.)
Rank and organization: Machinist, U.S. Navy. Born: October 25, 1890, Warrensburg, N.Y. Accredited to: New York. Other Navy award: Distinguished Service Medal.

For distinguishing himself conspicuously by courage and intrepidity at the risk of his life as a member of the Byrd Arctic Expedition and thus contributing largely to the success of the first heavier-than-air flight to the North Pole and return.
Наградная запись к медали «За выдающуюся службу»:

Президент Соединённых штатов Америки с удовольствием вручает военно-морскую медаль «За выдающуюся службу» пилоту авиации Флойду Беннету, военно-морской флот США за исключительно достойную и выдающуюся службу большой ответственности правительству Соединённых штатов. Храбрость и компетентность Беннета внесли большой вклад в успех первого полёта аппарата тяжелее воздуха на Северный полюс и возвращение.
Оригинальный текст (англ.)
The President of the United States of America takes pleasure in presenting the Navy Distinguished Service Medal to Aviation Pilot Floyd Bennett, United States Navy, for exceptionally meritorious and distinguished service in a position of great responsibility to the Government of the United States. His courage and ability contributed largely to the success of the first heavier-than-air craft flight to the North Pole and return.
В честь Беннета названы:
- Два аэропорта в штате Нью-Йорк: первый муниципальный аэропорт Флойд Беннет-филд в г. Нью-Йорк и мемориальный аэропорт Флойда Беннета в Куинсбури, штат Нью-Йорк, недалеко от места рождения Беннета.
- Эсминец USS Bennett (DD-473).
- Коммандер Бэрд назвал аэроплан «Форд тримотор» на котором совершил полёт на Южный полюс в 1929 году в честь Флойда Беннета.
- В родном городе Беннета есть парк и эстрада им. Беннета
- В г. Нью-Йорк есть школа им. Беннета
- Вершина столовой горы в Антарктике.